# Oreohoplis bogotensis
Oreohoplis bogotensis là một loài tò vò trong họ Ichneumonidae.